# Svart (hudfärg)

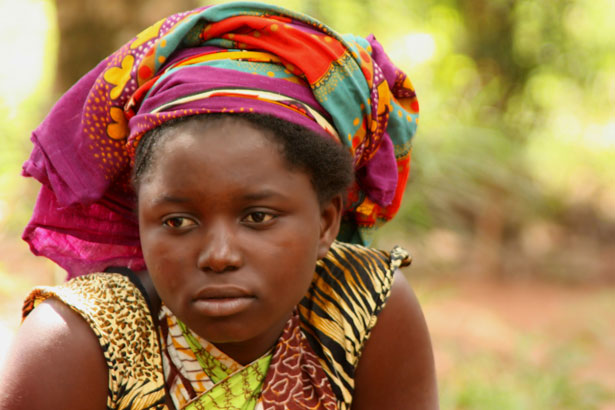
En kvinna med mörk hy.

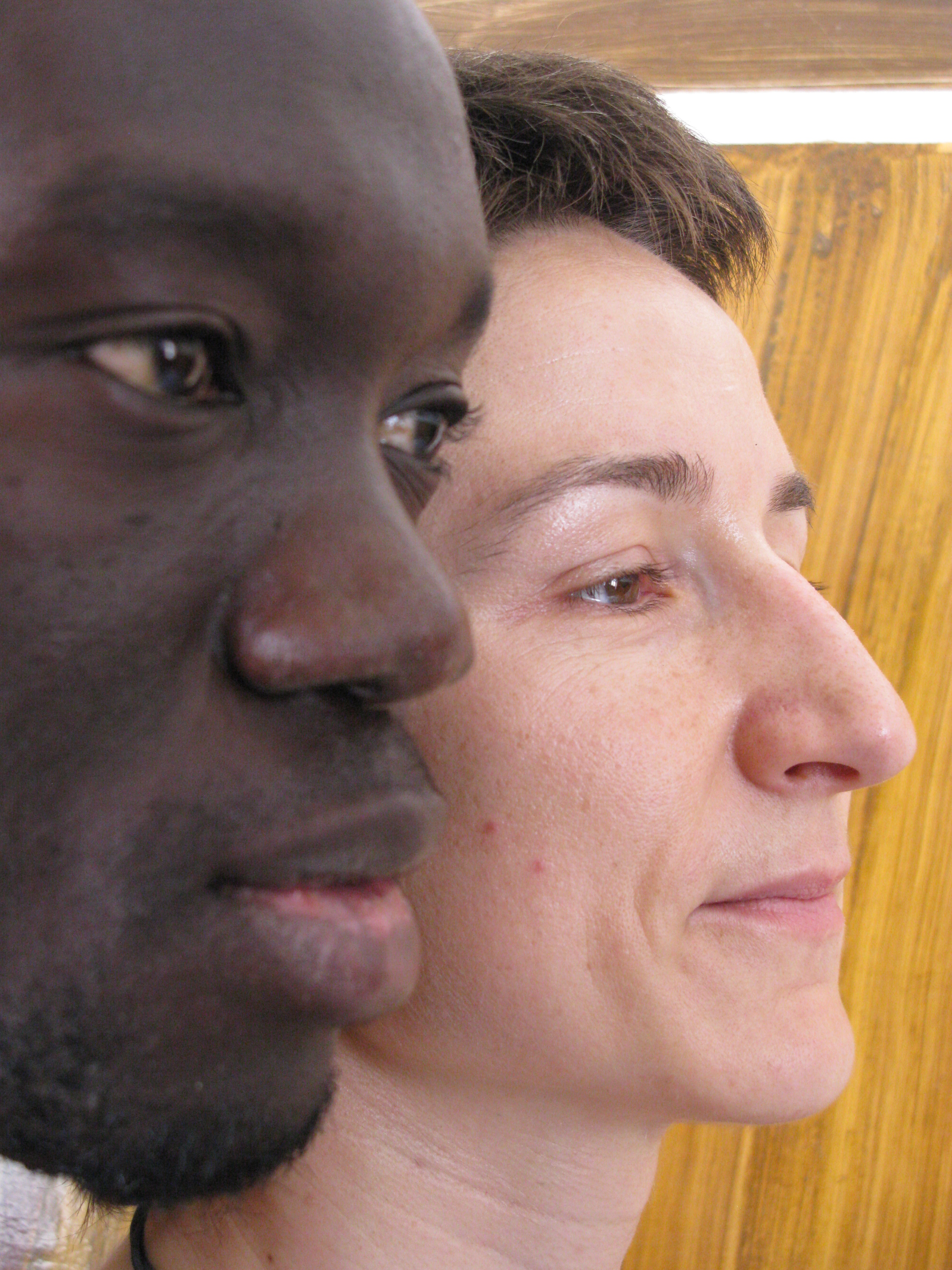
Mörkhyad person (vänster) jämte ljushyad person (höger).

Svart, svarthyad eller mörkhyad är vad man i kontrast till andra hudfärger vardagligt benämner dem med mörkare hudfärg, mer specifikt dito afrikaner eller personer med dito afrikanskt ursprung. Den mörka hudfärgen kännetecknas av stora mängder melanin i huden. Den skyddar mot solens ultravioletta strålning (UV-strålning), som är starkare kring ekvatorn. Melaninet i huden fångar upp UV-strålningen och skyddar DNA och andra molekyler i cellerna från att skadas, vilket minskar risken för cancer.
Begreppen, likt antonymer såsom vit, är historiskt starkt associerade med rasbiologi och kan ha negativ konnotation om ej annat än visuellt kännetecken per praktiska omständigheter. Ordet "neger", av spanska: negro som betyder svart, med liknande betydelse, uppfattas numera nedsättande.

## Evolution
På grund av naturligt urval utvecklade människor som levde i områden med intensivt solljus mörk hudfärg för att skydda mot (UV)-strålning, främst för att skydda kroppen från brist på folsyra (ett vitamin B-komplex). Evolutionär pigmentering av huden orsakades av ultraviolett strålning från solen. När hominider gradvis förlorade sin päls för mellan 1,2 och 4 miljoner år sedan, för att möjliggöra bättre kylning genom svettning, exponerades deras nakna och svagt pigmenterade hud för solljus. I tropikerna gynnade naturligt urval mörkhyade mänskliga populationer, eftersom höga nivåer av hudpigmentering skyddade mot de skadliga effekterna av solljus. Ursprungsbefolkningars hudreflektans (mängden solljus som huden reflekterar) och den faktiska UV-strålningen i ett visst geografiskt område är starkt korrelerade, vilket stöder denna idé. Genetiska bevis stöder också denna uppfattning, som visar att det för omkring 1,2 miljoner år sedan fanns ett starkt evolutionärt tryck som påverkade utvecklingen av mörk hudpigmentering hos tidiga medlemmar av släktet Homo. Effekten av solljus på folsyranivåerna har varit avgörande för utvecklingen av mörk hud.

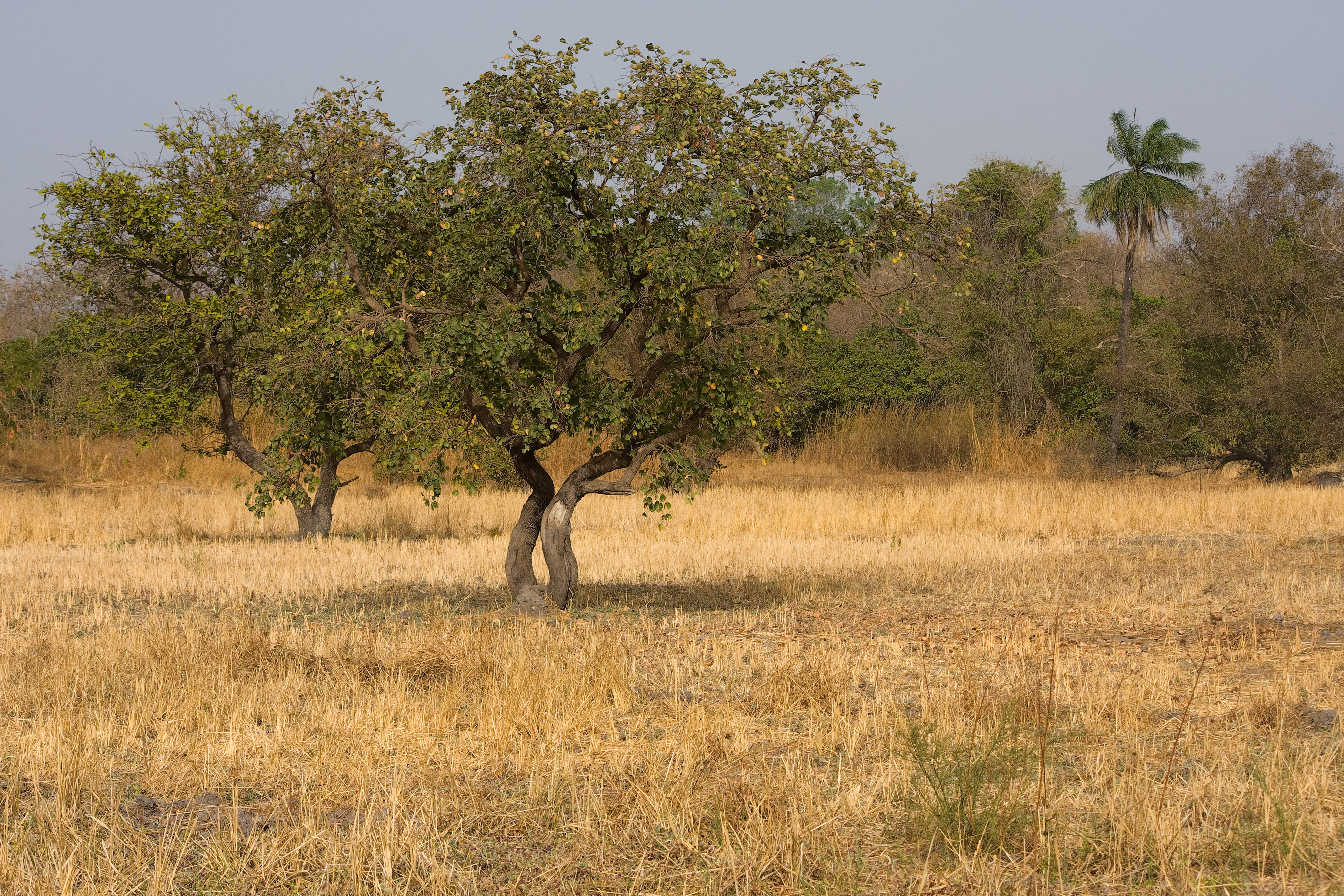
På savannerna i Afrika söder om Sahara kan det mesta av hominidernas utveckling av mörk hud ha ägt rum.

En studie från 1978 undersökte just effekten av solljus på nivåerna av folsyra. Studien fann att även korta perioder av intensivt solljus kan halvera folsyrenivåerna när någon har ljus hud. Låga folsyrenivåer är korrelerade med neuralrörsdefekter, såsom anencefali och ryggmärgsbråck. När UV-strålar minskar mängden folsyra hämmas utvecklingen av friska foster. Följden blir att det föds barn med en ofullständig hjärna eller ryggmärg. Nina Jablonski, professor i antropologi och expert på evolutionen av mänsklig hudpigmentering, fann flera fall där mödrars besök i solarier var kopplade till neuralrörsdefekter i början av graviditeten. Hon fann också att folsyra var avgörande för spermieutvecklingen; vissa manliga preventivmedel är baserade på folsyrehämning. Även denna studie visar att folsyra kan ha varit drivkraften bakom utvecklingen av mörk hud.

## Svarta folkgrupper

### Afrika
Vilka som har kallats för svarta har varierat genom tiden, men svarta med afrikanskt ursprung är den grupp som idag benämns "svarta" i vardagligt tal, exempelvis afroamerikaner. Även andra afrikanska folkgrupper, som exempelvis khoisan och pygméer, har setts som svarta.

### Sydostasien och Oceanien
Andra folkslag utanför Afrika har också kallats för svarta. Det förekommer också mörkhyade folkslag i Sydostasien, som exempelvis negrito. Även i Australien, Nya Guinea och andra delar av Oceanien förekommer folkslag som innehar mörk hudfärg och som traditionellt har benämnts svarta, exempelvis aboriginer, papuaner och melanesier. Dessa folkgrupper har även kallats för australider.